# کنفرانس غرب (ان‌اچ‌ال)

نسخهٔ فرانسوی نماد کنفرانس غرب

کنفرانس غرب یکی از دو کنفرانس لیگ ملی هاکی است که بر اساس آن تیم‌ها به دو گروه تقسیم می‌شوند. دستهٔ دیگر تیم‌های این لیگ، در گروه کنفرانس شرق قرار می‌گیرند.
این کنفرانس، در ۱۹۷۴، زمانی که تیم‌های ان اچ ال به دو کنفرانس و چهار بخش تقسیم شد، با نام کلارنس کمپبل (یا کنفرانس کمپبل) شناخته می‌شد. به دلیل اینکه این کنفرانس‌ها و بخش‌بندی‌های جدید، کمتر بر اساس جغرافیای آمریکای شمالی صورت گرفته شده باشد، ارجاع‌های جغرافیایی از نام‌های این تقسیم‌بندی‌ها حذف گردید. کنفرانس‌ها و بخش‌ها در سال ۱۹۸۱ مورد بازنگری قرار گرفت تا تقسیم‌بندی انجام شده با موقعیت جغرافیایی تیم‌ها تناسب بیشتری داشته باشد. با این وجود، نام کنفرانس همچنان کمپبل باقی ماند. اما در سال ۱۹۹۳، به سبب اینکه تیم‌ها بیشتر در غرب واقع شده بودند، نام کنفرانس به کنفرانس غرب تغییر یافت.

## بخش‌ها
کنفرانس کمپبل در آغاز دارای بخش پاتریک و بخش اسمیث بود. با بازنگری سال ۱۹۸۱، بخش پاتریک به کنفرانس شرق (ان‌اچ‌ال) منتقل، و در مقابل بخش نوریس به آن اضافه گردید. در سال ۱۹۹۳ نام بخش‌ها و کنفرانس‌ها تغییر یافت، و بخش‌های کنفرانس غرب به نام‌های سنترال و پسیفیک تغییر یافتند و بخش دیگری به نام بخش شمال غرب نیز به آن‌ها افزوده شد.
بخش شمال غرب در سال ۲۰۱۳ منحل گردید و تیم‌های آمریکایی به بخش سنترال، و تیم‌های کانادایی به بخش پسیفیک ملحق شدند. با این بازنگری، تقریباً تمامی تیم‌های بخش سنترال در منطقه زمانی مرکزی قرار داشتند (به استثنای کلورادو آوالانچ که به منطقهٔ زمانی کوهستانی تعلق داشت)، و تیم‌های بخش پاسیفیک نیز کاملاً متعلق به منطقهٔ زمانی کوهستانی و منطقه زمانی اقیانوس آرام بودند.
با اضافه شدن تیم لاس‌وگاس در ۲۲ ژوئن ۲۰۱۶، تعداد تیم‌های کنفرانس غرب در سال ۲۰۱۷، ۱۵ تیم خواهد بود.
| اعضای فعلی      | اعضای فعلی      |
| بخش پاسیفیک     | بخش سنترال      |
| --------------- | --------------- |
| آناهیم دوکس     | شیکاگو بلاک‌هوکس |
| آریزونا کیوتس   | کلورادو آوالانس |
| کالگری فلامس    | دالاس استارز    |
| ادمونتون هویلرز | مینه‌سوتا وایلد  |
| لوس‌آنجلس کینگز  | نشویل پرداتورز  |
| سن‌خوزه شارکس    | سنت اوئیس بلو   |
| ونکوور کانوکس   | وینیپگ جتس      |
| اعضای آینده     |                 |
| لاس‌وگاس (۲۰۱۷)  |                 |

## قهرمانی‌ها و بازی‌های حذفی
سیستم حذفی بازی‌های ان اچ ال، در طول سال‌ها دچار تغییر و تحول شده‌اند. پیش از ۱۹۸۲، سیستم حذفی ان اچ ال نسبت به سیستم‌های ان اف ال، ان بی ای و ام‌ال بی منحصر به فرد بود. در این بازی‌ها، بدون اینکه بین کنفرانس‌ها رابطه‌ای وجود داشته باشد، در نهایت دو تیم از کنفرانسی یکسان به فینال جام استنلی راه می‌یافتند. نمونه‌ای از این رقابت‌ها، بازی‌های سال‌های ۱۹۷۷، ۱۹۷۸ و ۱۹۸۰ بودند. در نتیجه بر اساس این سیستم، تیم قهرمان کنفرانس غرب، و در نتیجه برندهٔ جام کلارنس کمپبل، تیمی بود که در فصل بهترین عملکرد را در این کنفرانس داشت.
اما از سال ۱۹۸۲، سیستم بازی‌های حذفی کنفرانس شرق مورد بازنگری قرار گرفت. بر اساس این سیستم، چهار تیم برتر از هر بخش وارد رقابت‌های حذفی می‌شود و سپس برندگان هر بخش، بازی فینال کنفرانس را برگزار می‌کنند.
از سال ۱۹۹۴، هشت تیم برتر هر کنفرانس، بازی‌های حذفی را برگزار می‌کردند؛ اما در نهایت در آخرین بازنگری در سال ۲۰۱۳، سه تیم برتر از هر بخش وارد رقابت‌های حذفی می‌شوند، و با بالا آمدن ۲ تیم از هر کنفرانس، در مجموع ۸ رقابت حذفی برگزار می‌شود.